# Tsoniarisi
Tsoniarisi (en georgiano: წონიარისი) es un pueblo de Georgia ubicado en el este de la República Autónoma de Ayaria, siendo parte del municipio de Keda.

## Geografía
Tsoniarisi está en la cordillera de Mesjetia, a orillas del río Ayartiskali. 

## Demografía
La evolución demográfica de Tsoniarisi entre 2002 y 2014 fue la siguiente:
| 529                                             | 499 |
| (Fuente: Population of Georgia in Soviet times) |     |

Según el último censo del año 2014, el pueblo tenía un 100% de georgianos.